# Piallamore
Piallamore är en ort i Australien. Den ligger i kommunen Tamworth Municipality och delstaten New South Wales, i den sydöstra delen av landet, omkring 300 kilometer norr om delstatshuvudstaden Sydney.
Närmaste större samhälle är Tamworth, omkring 15 kilometer nordväst om Piallamore.
I omgivningarna runt Piallamore växer huvudsakligen savannskog. Trakten runt Piallamore är nära nog obefolkad, med mindre än två invånare per kvadratkilometer. Genomsnittlig årsnederbörd är 1 272 millimeter. Den regnigaste månaden är februari, med i genomsnitt 223 mm nederbörd, och den torraste är oktober, med 25 mm nederbörd.